# تورس د سانتا کروز
تورس د سانتا کروز (به اسپانیایی: Torres de Santa Cruz) برج‌های دوقلو در شهرستان از سانتا کروس (جزایر قناری، اسپانیا) واقع شده‌است. آنها توسط معمار محلی جولیان ولادارس در ۲۰۰۴–۲۰۰۶ طراحی شده بودند.
حداکثر ۱۲۰ متر ارتفاع، بدون میله رعد و برق تبدیل شدن به بلندترین آسمان خراش در شهرستان سانتا کروس و جزایر قناری. علاوه بر این بین سال‌های ۲۰۰۴ و ۲۰۱۰ بلندترین ساختمان مسکونی در اسپانیا بود. برج سانتا کروز نیز بلندترین برج‌های دوقلو در اسپانیا می‌باشد.